# Ялкут Шимони
«Ялкут Шимони» (ивр. יַלְקוּט שִׁמְעוֹנִי‎, «Антология Шимона», обычно упоминается как «Ялкут» Шимона из Франкфурта) — наиболее популярная и самая обширная антология еврейских мидрашей.

## Авторство и датировка
Нельзя определённо сказать, где и когда проживал автор. В первом издании книги (Салоники, 1526—27; ч. II, Салоники, 1521) на заглавном листе первой части указано «Книга Ялкут, называемый Шимони» (ивр. ספר ילקוט הנקרא שמעוני‎). В конце её, однако, в этом издании имеется добавление о том, что р. Шимон ха-даршан (Шимон-проповедник), написав эту книгу, издал её. Заглавный лист венецианского издания 1556 года приписывает Ялкут Шимони «Раббену Шимону, главе даршаним во Франкфурте». Автор предисловия к франкфуртскому (на Одере) изданию 1709 года также говорит о р. Шимоне из Франкфурта-на-Майне. Однако из его слов трудно установить, что действительно его звали р. Шимон, и что он был уроженцем Франкфурта.
Существует несколько гипотез по поводу авторства и времени создания сборника. По всей вероятности, Шимон из Франкфурта — это Шимон ха-даршан, действовавший во Франкфурте в XIII веке. Однако, по мнению Л. Цунца, относительно датировки Ялкут Шимони вопрос пока не может быть решён.

## Содержание сборника
Ялкут Шимони охватывает все книги Библии и включает более десяти тысяч аггадических и мидрашистских изречений и комментариев на большинство её глав и значительную часть её стихов. Цель составителя этого сборника — сопроводить библейский текст соответствующими изречениями раввинистических авторитетов.
Первое издание даёт указания на источник всегда в тексте, а не на полях. Эти ссылки даны, вероятно, самим составителем, который был хорошо знаком с галахическими и аггадическими материалами, такими как Мишна и Тосефта, Вавилонский и Иерусалимский Талмуды, Седер Олам и Авот де-Рабби Натан, Берешит Раба и Ваикра Раба, мидраши на мегиллот (свитки) и Пиркей де-Рабби Элиэзер. Кроме того, автор был знаком и с другими мидрашами, многие из которых были позднее утеряны. Точный список источников указан Цунцем в труде «Еврейская проповедь в историческом развитии».
Со временем отрывки Ялкута подвергались частым изменениям, чтобы добиться более тесной связи с соответствующими стихами Библии. Имена приводимых авторов также часто сокращены, в особенности в первой части.